# On the first beat
On the first beat of 學警出更 is een Hongkongse TVB-serie uit 2007 en de originele versie is in het Standaardkantonees. Het openingslied "邁向夢想的天空" is gezongen door
Ron Ng, Deep Ng en Kenny Kwan. Het verhaal gaat over de Hongkongse politie en speelt zich af in het heden. Deze serie is een vervolg op de serie The academy uit 2005.

## Rolverdeling
- Ron Ng als Chung Lap-Man
- Sammul Chan als Lee Pak-Kiu
- Michael Tao als Cheung King-Fung
- Sonija Kwok als Winnie Yuen Wai-Nei
- Joey Yung als Cheung Nim-Yun
- Kate Tsui als Man Ching
- Kenny Kwan als Yuen Ka-Fu
- Chin Kar Lok als Kok Ming-Cheung
- Ellesmere Choi als Kwok Kai-Chiu
- Florence Kwok als Tong Ching-Nga
- Charles Szeto als Law Ying-Kit
- Yan Ng Yat-Yin als Kam Siu-Po
- Power Chan als Lai Chi-Kin
- Kara Hui als Wong Shuk-Yin
- Patrick Dunn als Tam Cho-Ming
- Gordon Liu als Yuen Moon
- Zac Koo als On Chi-Ho
- Dominic Lam als Wu Cheuk-Yan
- Samuel Chow als
- Aemiliana Chan Hoi Yee als Yiu Ling-Ling (Ah Ling)

## Gastrollen
- Tavia Yeung als Ho Fa
- Michael Miu als Lee Man-Shing
- Fiona Sit als Fiona Ma Oi-Lam
- Deep Ng als Ho Ming
- Matthew Ko als Lo Yan-Chak
- Selena Li als Ip Ling-Fung
- Astrid Chan als Karen
- Oscar Chan als Kwok Kai-Bong
- Rachel Poon als Chung Kai-Lai
- Michelle Yim als Chan Yin-Ting
- Francois Huynh als Franse toerist
- Lee Yee-Man als On Chi-Wai

## Verhaal
De politieserie begint met Chung Lap-Man (Ron Ng), Lee Pak-Kiu (Sammul Chan) en nog een oudere politieagent zitten te patrouileren in de straten van Hongkong. Tijdens de patrouile komt Pak-Kiu in de problemen met een straat bende, Chang Zi-Keung en Cheung King-Fung (Michael Tao). Pak-Kiu is niet echt een sterke agent en wordt door de bende geplaagd. Zijn vriendin komt later om in een schietgevecht.
Welcome to the house 高朋滿座 · Best selling secrets 同事三分親 · The conquest 爭霸 · Ten brothers 十兄弟 · War and destiny 亂世佳人 · A change of destiny 天機算 · The family link 師奶兵團 · The green grass of home 緣來自有機 · Devil's disciples 強劍 · Fathers and sons 爸爸閉翳 · Steps 舞動全城 · Men don't cry 奸人堅 · Word twisters' adventures 鐵咀銀牙 · The building blocks of life 建築有情天 · The brink of law 突圍行動 · Best bet 迎妻接福 · Life art 寫意人生 · Heart of greed 溏心風暴 · On the first beat 學警出更 · The drive of life 歲月風雲 · The ultimate crime fighter 通天幹探 · Marriage of inconvenience 兩妻時代 · Survivor's law II 律政新人王II · The colours of love 森之愛情 · Heavenly in-laws 我外母唔係人 · The slicing of the demon 凶城計中計 · Phoenix rising 蘭花劫